# Josef Větrovec
Josef Větrovec (5. března 1922 Plzeň – 11. února 2002 Praha) byl český herec a divadelní ředitel.

## Život
Narodil se v rodině krejčovského dělníka Františka Větrovce (* 1890) a Anny, roz. Čuřínové (* 1894). Konkrétním místem narození byl činžovní dům v ulici Sladkovského č. 29 v Plzni-Petrohradu.
Vyučil se kovomodelářem v plzeňské Škodovce. Během války organizoval odbojovou činnost, v roce 1943 byl gestapem zatčen a vězněn až do jejího konce nejprve v Plzni, pak v Terezíně a nakonec v koncentračním táboře v Buchenwaldu.

## Dílo
S divadlem ale začal jako ochotník již před válkou ve své rodné Plzni. Po válce zde profesionálně působil jako herec v Divadle J. K. Tyla od roku 1946 až do roku 1960, kde vytvořil celou řadu pozoruhodných rolí. Od roku 1960 až do roku 1990 byl členem souboru pražského Divadla E. F. Buriana, v letech 1973–1988 pak jeho ředitelem.
Byl velmi dobrým dabérem, nezapomenutelné zůstalo jeho vynikající dabování známého francouzského herce Jeana Gabina. Spolupracoval s českým i slovenským filmem, rozhlasem a televizí.  

## Politická činnost
Celý život byl přesvědčeným komunistou, v červnu 1945 byl ustanoven okresním tajemníkem KSČ v Plzni. V únoru 1946 v důsledku článku "Udavač v čele Ochrany Škodových závodů" napadla z popudu OV KSČ v Plzni závodní stráž Škodových závodů redakci sociálnědemokratického deníku Nový den, kde článek vyšel. Útočníci přitom vyhrožovali fyzickým napadením poslanci Františku Hatinovi. Josef Větrovec a Zdeněk Kejmar, okresní tajemníci KSČ, byli později soudem odsouzeni k podmíněným trestům odnětí svobody za trestný čin veřejného násilí.
Dle některých zdrojů se aktivně zúčastnil zničení pomníku Tomáše Garrigua Masaryka v Plzni po protikomunistických nepokojích v roce 1953, herec to však popřel ve svém svědectví publikovaném v deníku Mladá fronta dne 3. dubna 1990.
Za svou politickou angažovanost (hereckou činnost) získal celou řadu ocenění, např. tituly zasloužilý umělec (1973), národní umělec (1983) a Řád práce (1978).

## Citát

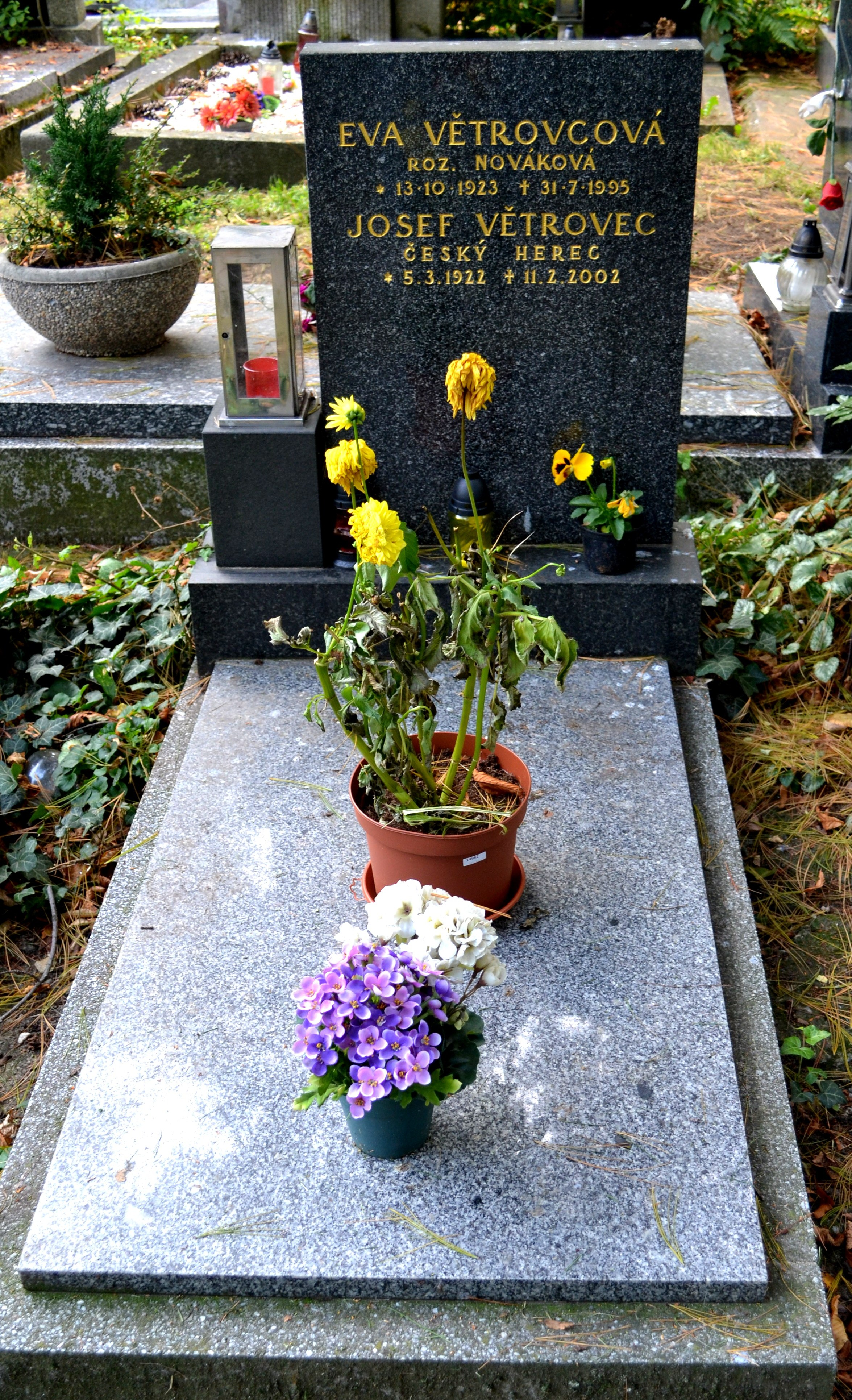
Hrob na hřbitově v Praze 6 – Střešovicích

| „               | Pan Větrovec byl profesionál každým coulem, přišel o půl hodiny dřív, roli nastudovanou, plně soustředěný, hlasově přesně trefil barvu hlasu postavy na plátně, tudíž práce s ním byla požitkem. Prostě Pan Herec. | “ |
| — Zdeněk Troška | |   |

## Divadelní role, výběr
- 1946 Karel Čapek: Bílá nemoc, druhý asistent, Městské divadlo v Plzni, režie Alexandr Solmar
- 1947 Molière: Lakomec, Valere, Městské divadlo v Plzni, režie Stanislav Vyskočil
- 1947 Josef Čapek, Karel Čapek: Ze života hmyzu, Felix, Městské divadlo v Plzni, režie Stanislav Vyskočil
- 1948 František Langer: Periferie, Tony, Městské divadlo v Plzni, režie Vladimír Huber
- 1949 William Shakespeare: Macbeth, Ross, Městské divadlo v Plzni, režie Zdeněk Hofbauer
- 1950 William Shakespeare: Večer tříkrálový, šašek, Městské divadlo v Plzni, režie Zdeněk Hofbauer
- 1951 Anatolij Surov: Svítání nad Moskvou, Městské divadlo v Plzni, režie Luboš Pistorius
- 1952 Alois Jirásek: Lucerna, mlynář, Městské divadlo v Plzni, režie Luboš Pistorius
- 1953 Jurij Burjakovskij: Praha zůstane má, Julius Fučík, Městské divadlo v Plzni, režie Václav Lohniský
- 1954 William Shakespeare:Komedie plná omylů, sluha, Městské divadlo v Plzni, režie Miloslav Stehlík
- 1955 Lope de Vega: Fuente Ovejuna, Mengo, Městské divadlo v Plzni, režie Jaroslav Novotný
- 1956 Josef Kajetán Tyl: Strakonický dudák, Matěj, Městské divadlo v Plzni, režie Luboš Pistorius
- 1957 K. A. Treněv: Ljubov Jarová, Ivan Kolosov, Městské divadlo v Plzni, režie Luboš Pistorius
- 1958 William Shakespeare: Romeo a Julie, bratr Jan, Městské divadlo v Plzni, režie Václav Špidla
- 1959 Marin Držič: Dundo Maroje, Bokčilo, Městské divadlo v Plzni, režie Jan Bartoš
- 1960 Vladimír Vančura: Jezero Ukereve, Goan, Divadlo E. F. Buriana, režie Karel Novák
- 1961 Leonid Leonov: Obyčejný člověk, Dmitrij Ladygin, Divadlo E. F. Buriana, režie Josef Henke
- 1962 William Shakespeare: Richard III., lord Stanley, Divadlo E. F. Buriana, režie Jiří Jahn
- 1963 Slawomir Mrožek: Policajti, Generál, Divadlo E. F. Buriana, režie Ján Roháč
- 1964 Milan Uhde: Král – Vávra, titul. role, Divadlo E. F. Buriana, režie Karel Novák
- 1966 František Langer: Dvaasedmdesátka, Melichar, Divadlo E. F. Buriana, režie Miloš Horanský
- 1968 William Shakespeare: Zkrocení zlé ženy, Batista, Divadlo E. F. Buriana, režie Josef Palla
- 1969 Max Frisch: Pan Biedermann a žháři, titul. role, Divadlo E. F. Buriana, režie Antonín Moskalyk
- 1969 William Shakespeare: Julius Caesar, titul. role, Divadlo E. F. Buriana, režie Evžen Sokolovský
- 1972 Henrik Ibsen: Peer Gynt, horský král, Divadlo E. F. Buriana, režie Josef Mixa
- 1976 William Shakespeare: Falstaff a princ Jindra, Jan Falstaff, Divadlo E. F. Buriana, režie Lubomír Vajdička
- 1980 William Shakespeare: Komedie masopustu, Masopust, šašek, Divadlo E. F. Buriana, režie Jan Kačer
- 1984 Jean Anouilh: Scénář, Loubenstein, Divadlo E. F. Buriana, režie Josef Palla
- 1985 Carlo Goldoni: Poprask na laguně, patron Fortunato, Divadlo E. F. Buriana, režie Rudolf Vedral
- 1989 Alexandr Kopkov: Slon, Lukjan, Divadlo E. F. Buriana, Divadlo E. F. Buriana, režie Petr Kracík
- 1990 Eduardo de Filippo: Manželství po italsku, Alfredo Amoroso, Divadlo E. F. Buriana, režie Jaromír Pleskot

## Filmografie (výběr)

### Film
- 1966 Ukradená vzducholoď – role: kapitán pirátské lodi
- 1974 Holky z porcelánu – role: provozář Šantala
- 1993 Konec básníků v Čechách
- 1983 Anděl s ďáblem v těle
- 1988 Anděl svádí ďábla – role: policejní ředitel
- Jak básníkům chutná život
- Tajemství Ocelového města
- Zítra vstanu a opařím se čajem
- Talíře nad Velkým Malíkovem
- Na kometě
- Pan Vok odchází
- Zralé víno
- Lidé z maringotek
- Já už budu hodný, dědečku!
- Já to tedy beru, šéfe...!

### Televize
- 1966 Cesta řeky k moři (TV inscenace)
- 1967 Deštník (TV inscenace povídky) – role: vedoucí kanceláře
- 1968 Hříšní lidé města pražského (TV seriál)
- 1970 Úsměvy světa (TV cyklus) – role: herec Alexander Leonyč Šaškin (2. díl: A.P.Čechov – 1. povídka: Umělecký výtvor)
- 1970 Bližní na tapetě (TV cyklus mikrokomedií Malé justiční omyly) – role: Ing. Karel, rozvedený kamarád (5.příběh: Nevěra)
- 1971 Hostinec U koťátek (TV seriál) – role: Bohouš
- 1972 Sova (TV filmová komedie) – role: pan Vrabec
- 1974 Klasické příznaky (TV komedie) – role: Mojmír
- 1974 Byl jednou jeden dům (seriál) – role: četník Ulč
- 1974 30 případů majora Zemana (TV seriál 1974–1979) – role: náčelník Pavlásek (14 dílů)
- 1974 Královské řádění (TV inscenace hry) – role: Bušek z Velhartic
- 1975 Chalupáři (TV seriál) – dvojrole: předseda družstva Mrázek / taxikář Mrázek
- 1976 Dalskabáty, hříšná ves aneb Zapomenutý čert (TV filmová pohádka) – Ignác Loula, dříve čert Dr. Ichthuriel
- 1977 Na rohu kousek od metra (TV komedie) – role: Honza Klabáček
- 1979 Anglický biftek s českou oblohou (TV komedie) – role: Hookins
- 1979 Rovnice o jedné krásné neznámé... (TV hra) – role: ředitel školy
- 1980 Arabela (TV seriál) – role: ředitel psychiatrické léčebny
- 1982 Dobrá Voda (seriál) – role: Kobr
- 1983 Svatební cesta do Jiljí – role: otec Krchňák
- 1984 My všichni školou povinní (seriál) – role: Ježovský
- 1988 Hodinář (TV film) – role: hodinář Eda Sakař
- 1988 Cirkus Humberto (TV seriál) – role: restauratér Breburda
- 1991 Dlouhá míle (TV seriál) – role: dědek Kučírek
- Taneček přes dvě pekla
- Princezny nejsou vždycky na vdávání
- 1992 Dobrodružství kriminalistiky (TV seriál)

### Rozhlas
- 1964 William Shakespeare: Richard III., rozhlasová adaptace, překlad: Zdeněk Urbánek, rozhlasová úprava a režie: Josef Červinka, dramaturgie: Jaromír Ptáček, hudba: Marek Kopele. Hrají: král Richard III. (Jiří Adamíra), král Edvard IV. (Miloš Nedbal), vévoda z Clarence (Otakar Brousek), královna Alžběta (Vlasta Chramostová), lady Anna (Jaroslava Adamová), vévodkyně z Yorku (Leopolda Dostalová), vévoda z Richmondu (Luděk Munzar), vévoda z Buckinghamu (Čestmír Řanda), lord Stanley (Josef Větrovec), lord Hastings (Jaromír Spal), hrabě Rivers (Oldřich Janovský), Catesby (Bohumil Křížek), Radcliff (Bohumil Švarc), Brakenburry (Jiří Suk), londýnský starosta (Ladislav Kulhánek), měšťan a písař (Josef Patočka), vypravěč (Josef Červinka) a další.[11]